# Mach-O
Mach-O (pour Mach-object) est un format de fichier exécutable, sous Apple/Darwin, alias Mac OS X.

## Structure des fichiers Mach-O
Chaque fichier Mach-O est constitué d'un entête, suivi d'une série de commandes de chargement, suivie d'un ou plusieurs segments qui contiennent jusqu'à 255 sections. Le format Mach-O utilise le format de réallocation REL pour gérer les références de symboles. Lors de la recherche de symboles, Mach-O utilise un espace de noms à deux niveaux qui encode chaque symbole dans une paire 'objet/nom du symbole' qui est ensuite recherchée linéairement, d'abord par l'objet, puis par le nom du symbole.
La structure basique des fichiers Mach-O est constitué d'une liste de "commandes de chargement" de longueur variable qui fait référence à des pages de données autre part dans le fichier, cette structure était aussi utilisée dans le format de fichier exécutable d'Accent, étant à son tour, basée sur une idée de Spice Lisp.

## ExécutableMulti-Architecture
Plusieurs fichiers Mach-o peuvent être combiné dans un exécutable multi-achitecture, ceci permet à un seul fichier exécutable de contenir du code pouvant supporter plusieurs jeux d'instruction d'architectures. Par exemple: un exécutable multi-architecture pour Mac OS X peut contenir à la fois du code PowerPC 32-bit et 64-bit, ou contenir à la fois du code PowerPC 32-bit et x86, ou contenir du code PowerPC 32-bit, 64-bit, du code x86, et x86_64.

## Le devenir de Mach-O
Avec l'introduction de la version 10.6 de Mac OS X (Snow Leopard), le format Mach-O a subi une importante modification, qui empêche les binaires compilés sous Mac OS X 10.6 d'être exécutés sur des versions plus anciennes du système. La différence vient de certaines commandes de chargement que l'éditeur de liens des anciennes versions de Mac OS X ne comprend pas. Autre changement significatif du format est le change de comment les tables d'édition de liens (trouvé dans la section "__LINKEDIT") fonctionne. Dans Mac OS X 10.6 ces nouvelles tables d'édition de lien sont compressées en suppriment les bits d'information non-utilisés et inutiles, Toutefois Mac OS X 10.5 et les versions précédentes ne peuvent pas lire ce nouveau format de tables. Pour résoudre ce problème de rétro-compatibilité de l'option d'éditeur de liens "-mmacosx-version-min=" peut être utilisé.

## Autre implémentation
Certaines versions de NetBSD ont un support Mach-O ajouté en tant qu'une partie d'implémentation de compatibilité qui permet d'exécuter certains exécutables compilés pour Mac OS 10.3,.
Pour Linux, un exécuteur de fichier Mach-O pouvant exécuter des exécutables Mac OS 10.6 a été écrit par Shinichiro Hamaji. Pour une solution complète basée sur cet exécuteur, le projet Darling vise à fournir un environnement complet permettent à une application Mac OS de s'exécuter sur Linux.
Pour le langage de programmation Ruby, la librairie "ruby-macho" fournit une implémentation d'un éditeur et analyser Mach-O.